# S!sters
A S!sters egy német duó. Ők képviselték Németországot a 2019-es Eurovíziós Dalfesztiválon, Tel-Avivban, Sister cimű dalukkal.
A zenekar neve ellenére - a tagok nem testvérek.

## Karrier
2019-ben jelentkezett az Unser Lied für Israel műsorba, ahol először léptek fel közösen. A nemzeti döntőt sikerült megnyerniük, így ők képviselhették Németországot a 2019-es Eurovíziós Dalfesztivál döntőjében május 18-án Tel-Avivban.

## Tagok
- Carlotta Truman
- Laurita Spinelli